# 7,5-cm-KwK 40

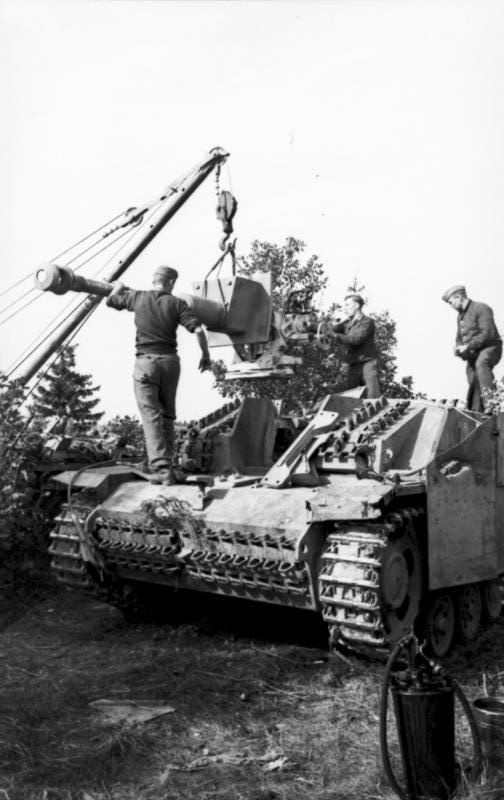
7,5-cm-KwK 40 L/43 am Flaschenzug

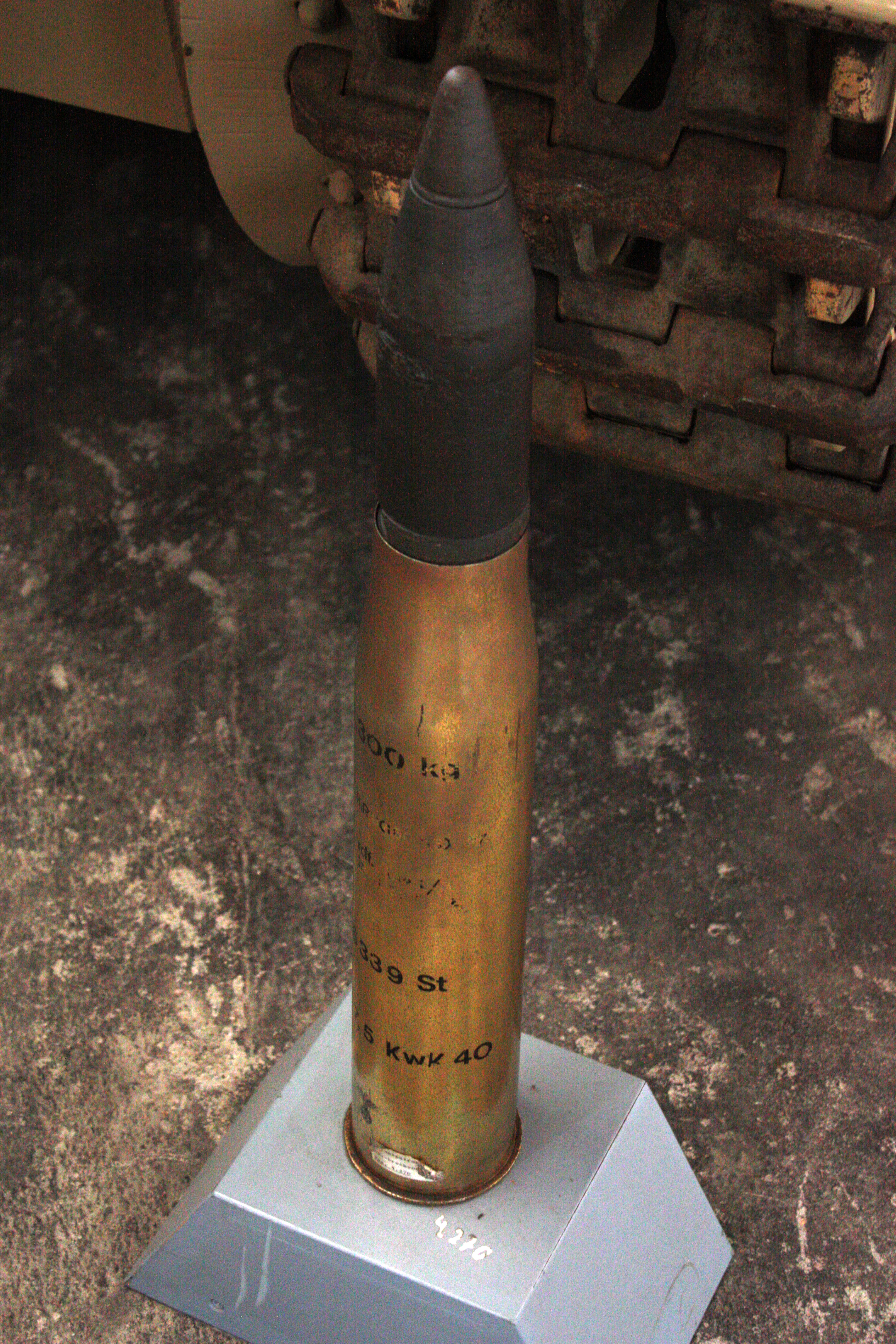
Granatpatrone 75 × 495 mm R für KwK 40/StuK 40

Schnittzeichnung 7,5-cm-PzGr. 39

Die 7,5-cm-KwK 40 war eine vielseitig verwendete Kampfwagenkanone (kurz: KwK), die mit der Kaliberlänge L/43 als Hauptbewaffnung/Turmkanone im mittleren Panzerkampfwagen Panzer IV (z. B. Ausf. F) eingebaut wurde, aber auch in den Sturmgeschützen III Ausf. G und IV mit der Kaliberlänge L/48 als Sturmkanone (kurz: StuK) im Zweiten Weltkrieg zum Einsatz kam.

## Geschichte und Einsatz
Eine Kampfwagenkanone, die in ein sogenanntes Sturmgeschütz eingebaut worden ist, wurde als Sturmkanone bezeichnet. Die 7,5-cm-KwK 40 ist also auch als 7,5-cm-StuK 40 in Erscheinung getreten, um die Feinde zu verwirren.
Die Entwicklung dieser Waffe geht im Wesentlichen auf die bereits einsatzerprobte und bewährte Panzerabwehrkanone 7,5-cm-PaK 40 zurück. Aus Gründen der begrenzten Staumöglichkeiten für die Munition im Gefechtsfahrzeug wurde die kürzere Kartusche 75 × 495 mm R anstatt der bei der 7,5-cm-PaK 40 üblichen 75 × 714 mm R PaK-Granatpatrone verwendet. Die Kanone wurde in den Kaliberlängen L/43 (Rohrlänge 3.225 mm) oder L/48 (Rohrlänge 3.600 mm) hergestellt. Gemeinsam mit der PaK 40 gehörte die KwK 40 oder StuK 40 zu den am häufigsten eingesetzten Waffen zur Bekämpfung gepanzerter Ziele der deutschen Wehrmacht.
Die Version L/43 war die Hauptwaffe des Panzers IV von April 1942 bis Juni 1943. Dort wurden die etwa 225 zur Auslieferung gelangten Kanonen der Ausführung F2 mit einer Mündungsbremse ausgestattet. Bis 1945 kam es immer wieder zu Änderungen zwecks Kampfwertsteigerung.
Mündungsbremse PaK 40 / KwK 40 (Detailansicht):

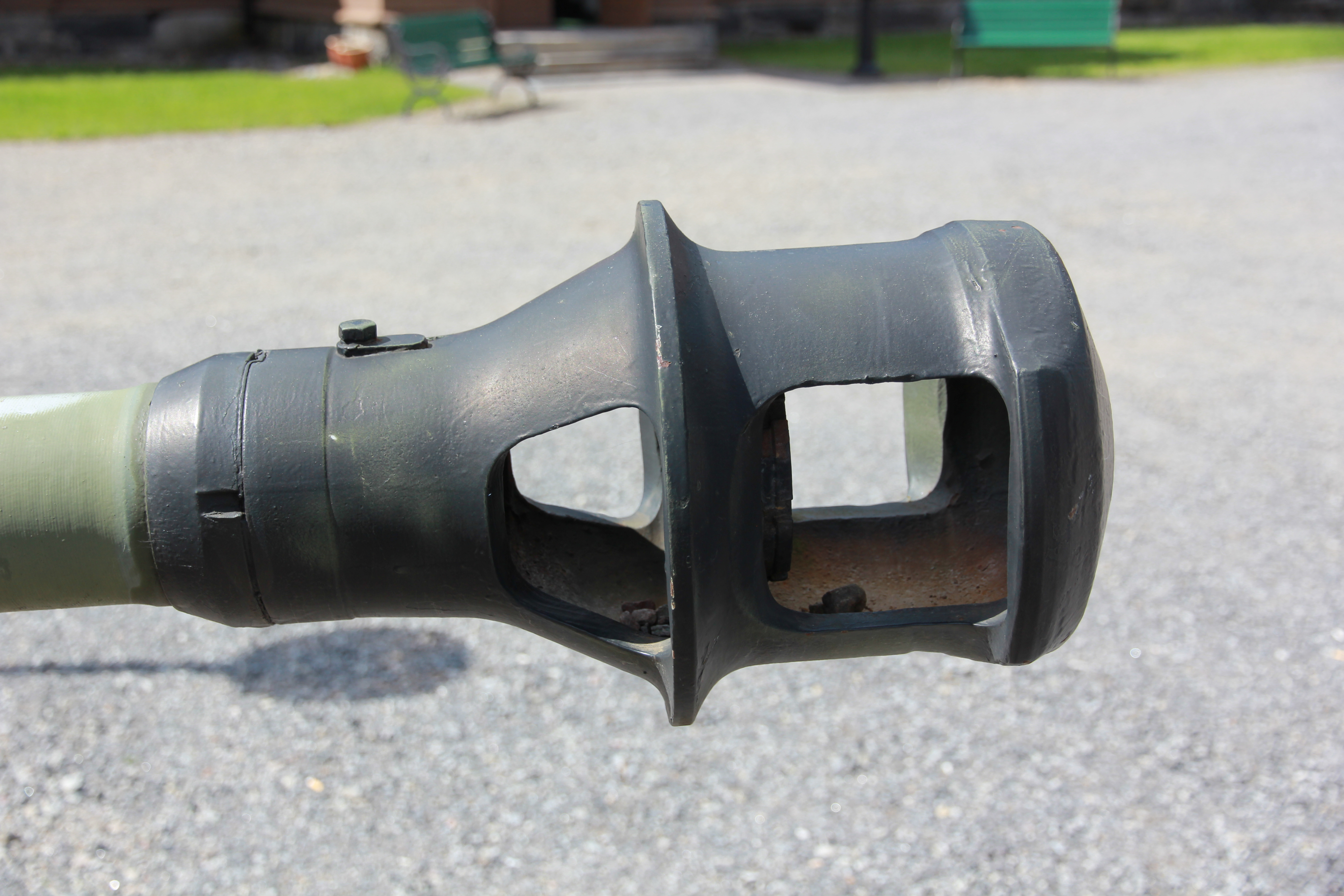
Mündungsbremse (zweifach, sphärisch) an einer 7,5-cm-PaK 40 Finnisches Infanterie-Museum in Mikkeli
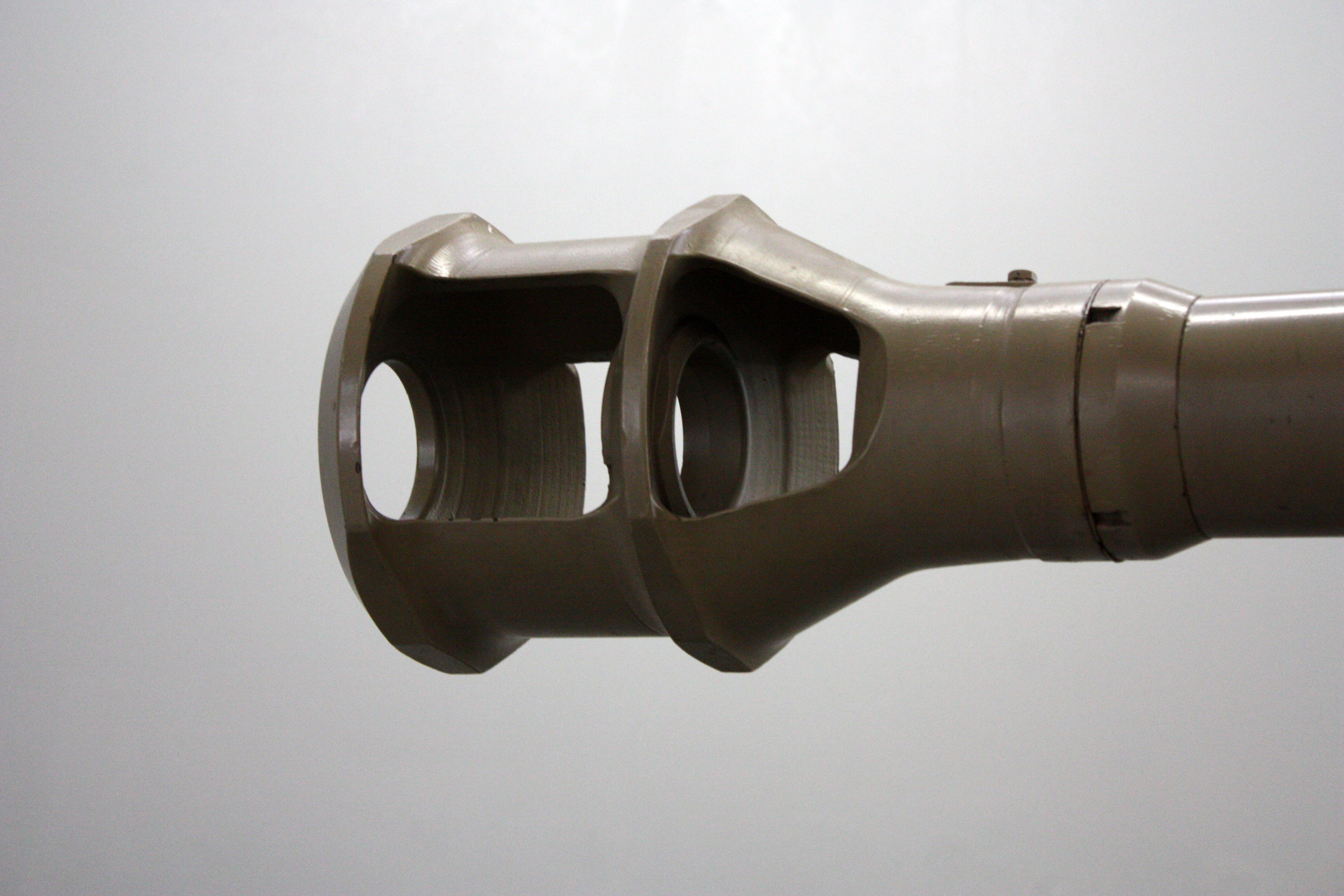
Mündungsbremse (zweifach, sphärisch) an einer 7,5-cm-KwK 40 Deutsches Panzermuseum Munster

Exakte Angaben bezüglich Ausrüstungsvarianten mit den beiden unterschiedlichen Kaliberlängen sind heute kaum nachvollziehbar, weil die zugänglichen Quellen zum Teil Unterschiede aufweisen. So kam es selbst innerhalb einzelner Ausführungsvarianten von Sonderkraftfahrzeugen durch Modernisierung und Nachrüstung zu Abweichungen. So wurden beispielsweise nur rund 120 StG III / Ausführung F mit der Kaliberlänge L/43 ausgestattet; die restlichen 246 Waffensysteme kamen bereits mit L/48 zum Einsatz. Die StG III / Ausführungen F/8 und G waren ebenfalls mit der L/48-Kanone ausgerüstet. Die 780 Originaleinheiten des Jagdpanzers IV waren mit der PaK 39 Ausführung L/48 bewaffnet; die späteren Jagdpanzer IV/70 trugen die StuK 42 L/70.
Das 375 mm längere Rohr der L/48-Ausführung hatte bessere Leistungen bei der Bekämpfung gepanzerter Ziele, weshalb diese Waffe seit etwa 1942 und bis zum Ende des Krieges zur Standardausrüstung wurde. Die Kanone besaß einen elektrischen Feuermechanismus mit halbautomatischem Verschluss. Die bis zum Kriegsende verwendete Patronenmunition hatte weiterhin einheitlich das Kaliber 75 × 495 mm R (R = Rand-Kartusche).
Trägerplattformen der Ausführung L/48 von Juni 1942 bis April 1945
- 6.000 Einheiten Panzer IV Ausführungen G, H, J von insgesamt 8.800 Einheiten Panzer IV
- 7.720 Einheiten StG III Ausführung G; 246 Ausfertigung F; 250 Ausführung F/8
- 1.139 Einheiten StuG IV (hier Komplettausrüstung)
- 780 Einheiten Jagdpanzer IV

## Munitionsarten
Mit dieser Kanone konnten unter Verwendung der 75 × 495 mm Randkartusche im Wesentlichen die folgenden Munitionstypen verschossen werden.
- K.Gr.rot.Pz. – Kanonengranate rot (Leuchtspur) Panzer(brechend mit Schutzkappe)
- 7,5 cm Pzgr. Patr. 39 – 7,5-cm-Panzergranat-Patrone 1939, panzerbrechend, mit Kappe und ballistischer Haube – Projektil hochexplosiv

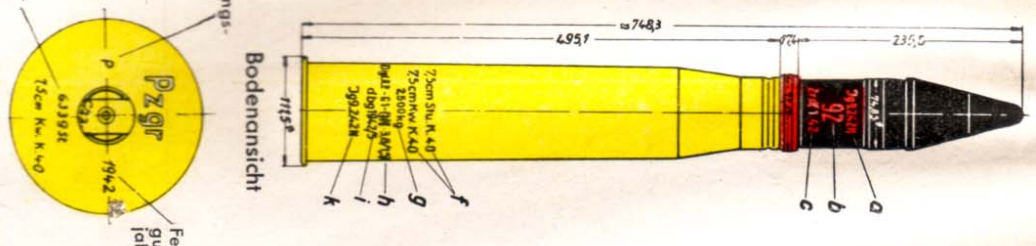

- 7,5 cm Pzgr. Patr. 40 – 7,5-cm-Panzergranat-Patrone 1940 (Wuchtgeschoss, Hartkernmunition oder Hartkerngeschoss) für Kampfwagenkanone 1940

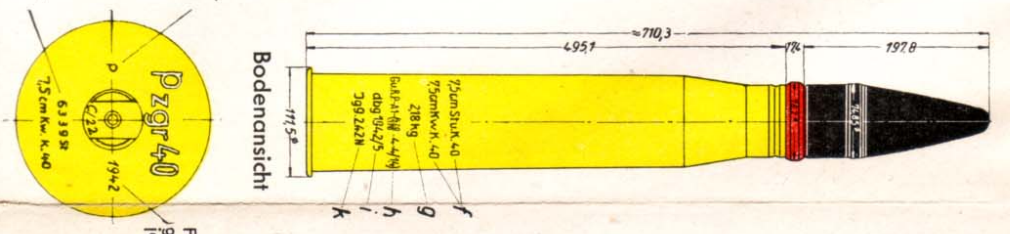

- 7,5 cm Pzgr. Patr. 40 (W) – 7,5-cm-Panzergranat-Patrone 1940 (Weicheisen) (Wuchtgeschoss, Hartkernmunition oder Hartkerngeschoss) für Kampfwagenkanone 1940

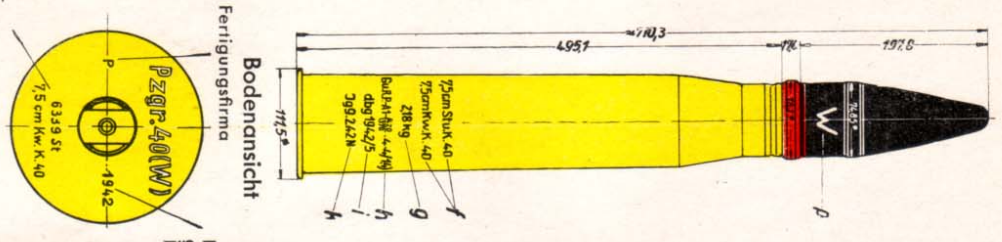

- 7,5 cm Gr. Patr. 38 Hl/B – 7,5-cm-Granat-Patrone 1938 mit Hohlladung, Ausführung B für Kampfwagenkanone 1940

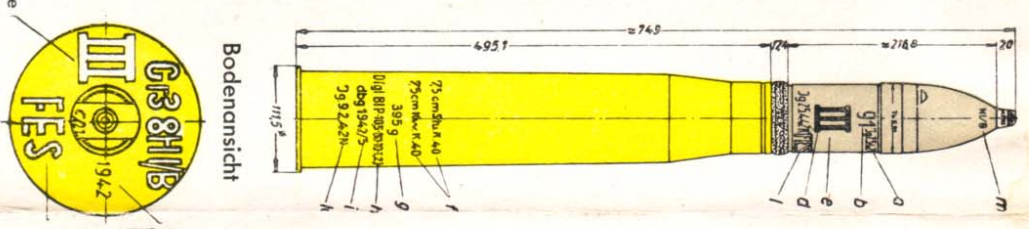

- 7,5 cm Gr. Patr. 38 Hl/C – 7,5-cm-Granat-Patrone 1938 mit Hohlladung, Ausführung C für Kampfwagenkanone 1940

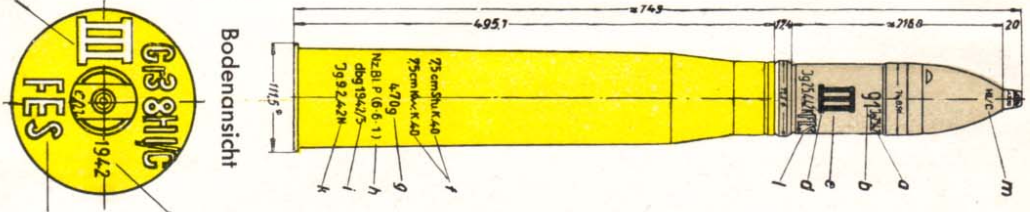

- 7,5 cm Nbgr. Patr. 34 – 7,5-cm-Nebelgranat-Patrone für Kampfwagenkanone 1940

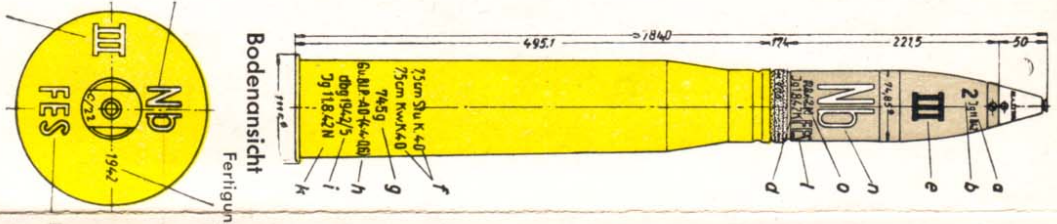

- 7,5 cm Sprgr. Patr. 34 – 7,5-cm-Sprengranat-Patrone 1934 (mit Sprengsatz hochexplosiv - HE) für Kampfwagenkanone 1940

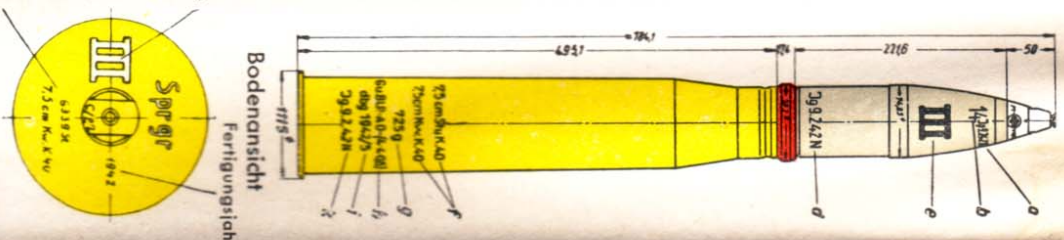

- Luftdichter Patronenbehälter für die 7,5 cm Munition der Kampfwagenkanone 1940

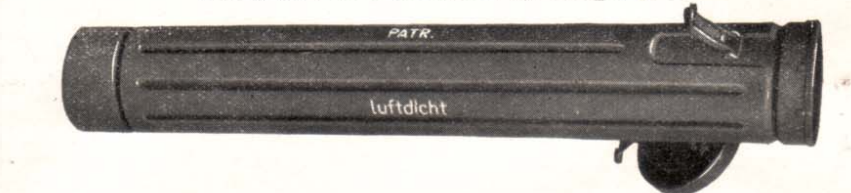

Mittlere Durchschlagskraft gegen homogene, gewalzte Panzerstahlplatten bei einem Auftreffwinkel von 30° zur Vertikalen des Panzerfahrzeugs.
| Kampfwagenkanone   | Kampfwagenkanone | Typ Munition (Projektil) | Mündungs- geschwindigkeit ({\displaystyle v_{0}}) | Durchschlagskraft nach … | Durchschlagskraft nach … | Durchschlagskraft nach … | Durchschlagskraft nach … | Durchschlagskraft nach … |
| Bezeichnung        | Rohrlänge        | Typ Munition (Projektil) | Mündungs- geschwindigkeit ({\displaystyle v_{0}}) | 100 m                    | 500 m                    | 1000 m                   | 1500 m                   | 2000 m                   |
| ------------------ | ---------------- | ------------------------ | ------------------------------------------------- | ------------------------ | ------------------------ | ------------------------ | ------------------------ | ------------------------ |
| 7,5-cm-KwK 37 L/24 | 1.800 mm         | PzGr. 39/43              | 385 m/s                                           | 41 mm                    | 39 mm                    | 35 mm                    | 33 mm                    | 30 mm                    |
| 7,5-cm-KwK 40 L/43 | 3.225 mm         | PzGr. 39                 | 740 m/s                                           | 99 mm                    | 91 mm                    | 82 mm                    | 72 mm                    | 63 mm                    |
| 7,5-cm-KwK 40 L/48 | 3.600 mm         | PzGr. 39                 | 790 m/s                                           | 106 mm                   | 96 mm                    | 85 mm                    | 74 mm                    | 64 mm                    |

## Trägerplattformen KwK oder PaK/StuK-Ausführung

### L/43
- Sd.Kfz.161/1 Panzerkampfwagen IV Ausf. F2/G
- Sd.Kfz.142/1 Sturmgeschütz III (StuG III) Ausf. F StuK 40

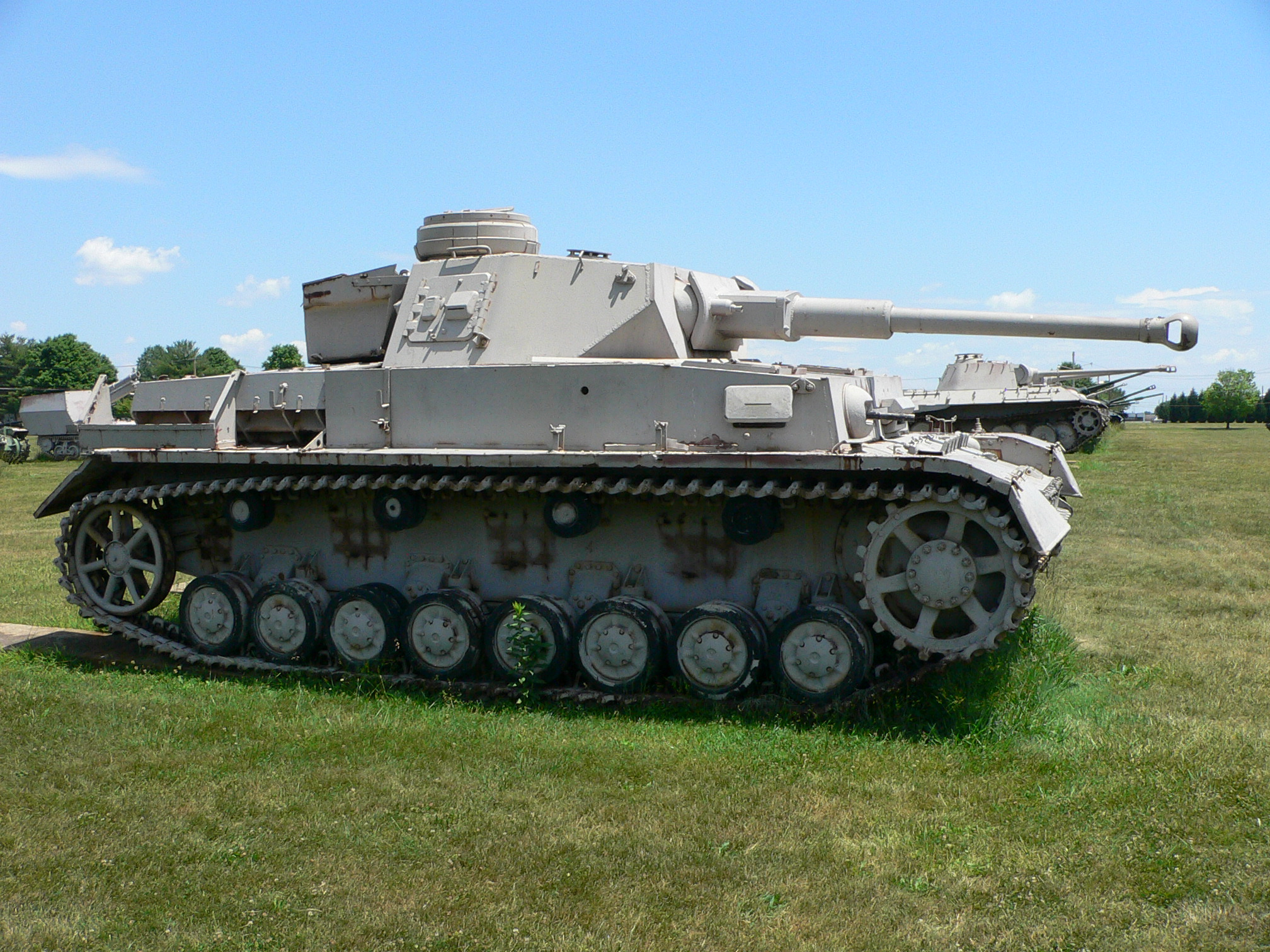
Panzer IV/F2 mit KwK 40
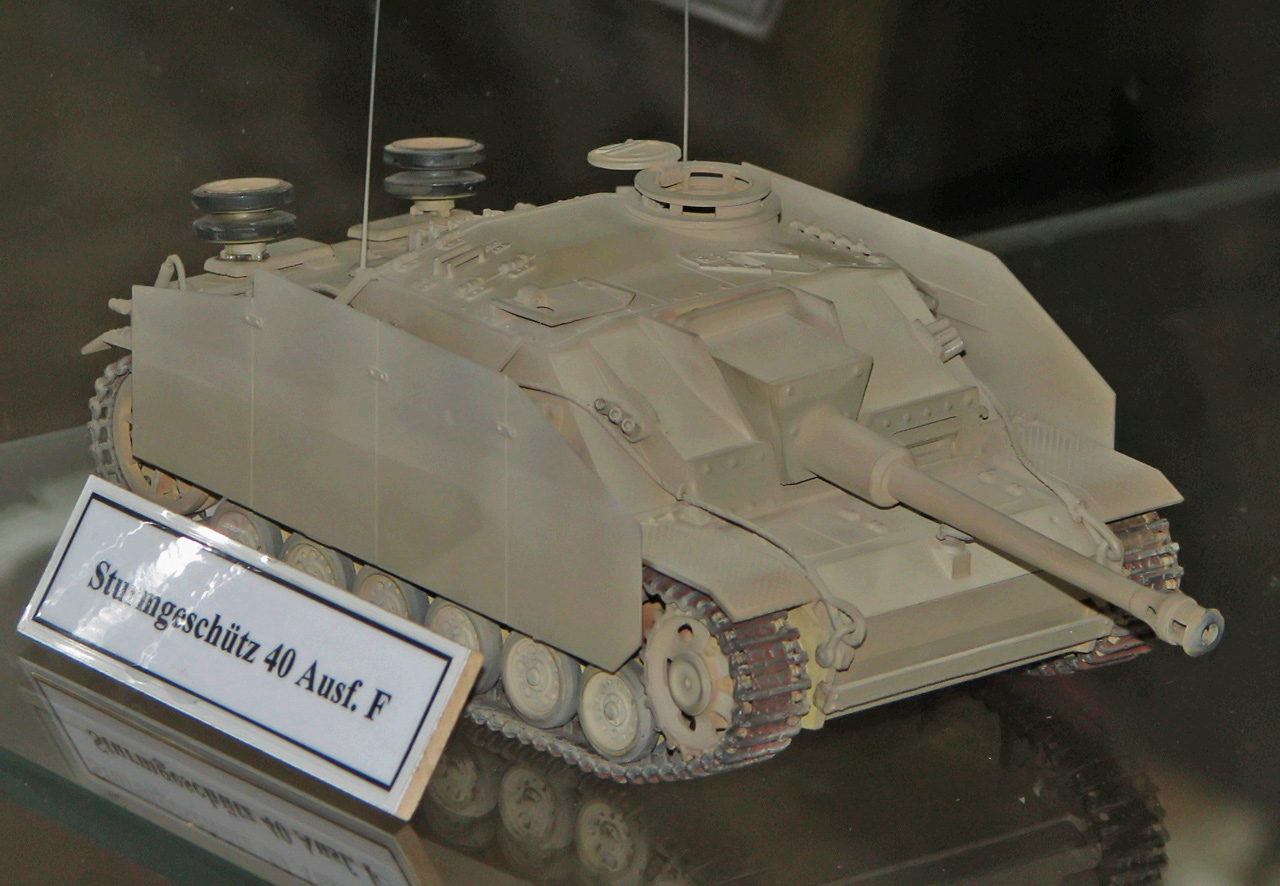
StuG III/F mit StuK 40

### L/48
- Sd.Kfz.161/2 Panzerkampfwagen IV Ausf. G (nur letzte Ausf. G.)
- Sd.Kfz.161/2 Panzerkampfwagen IV Ausf. H/J
- Sd.Kfz.142/1 Sturmgeschütz III (StuG III) Ausf. F/8 StuK 40
- Sd.Kfz.142/2 Sturmgeschütz III (StuG III) Ausf. G StuK 40 mit Saukopfblende
- Sd.Kfz.162 Jagdpanzer IV PaK 39
- Sd.Kfz.167 Sturmgeschütz IV (StuG IV) StuK 40

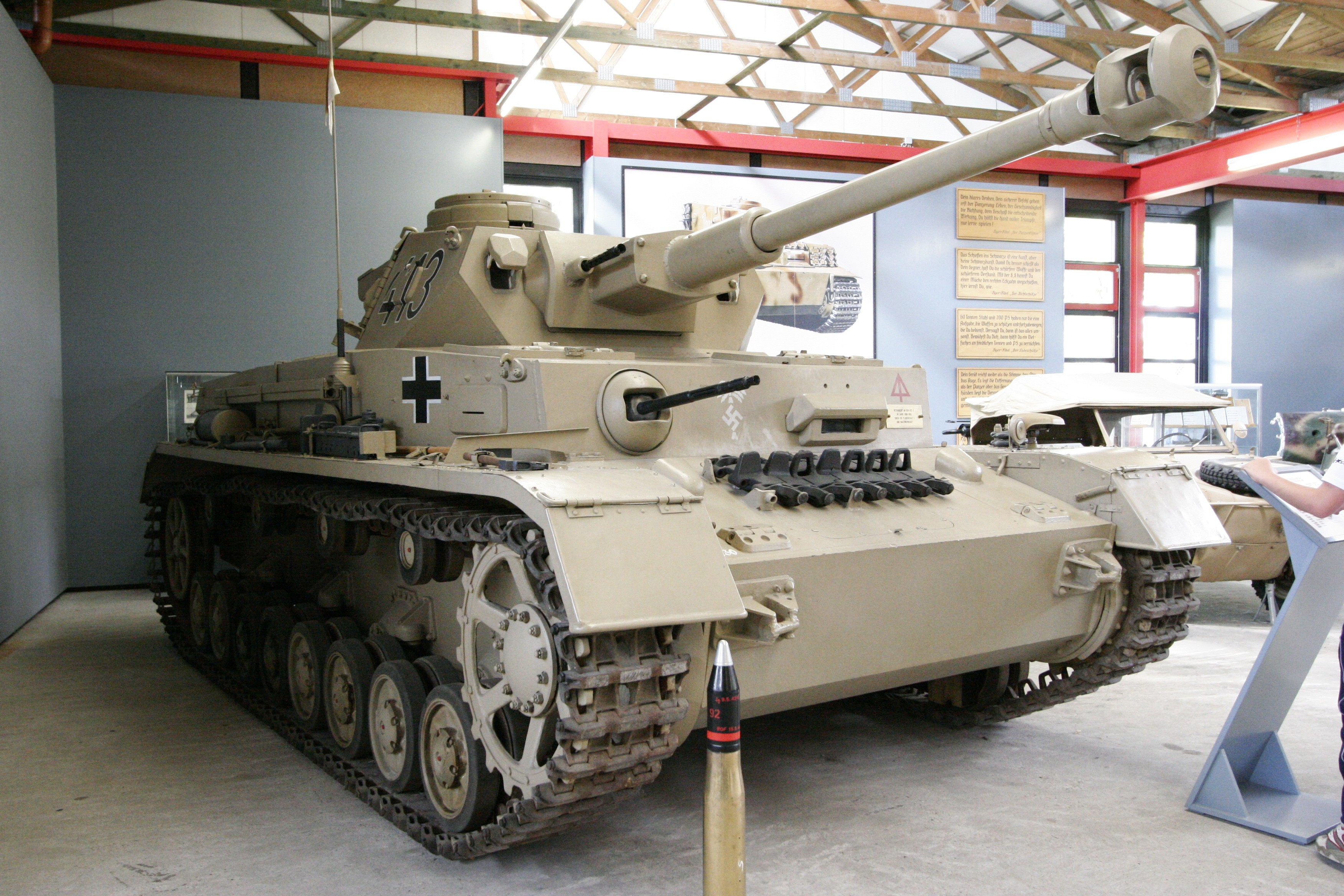
Panzer IV/F mit KwK 40
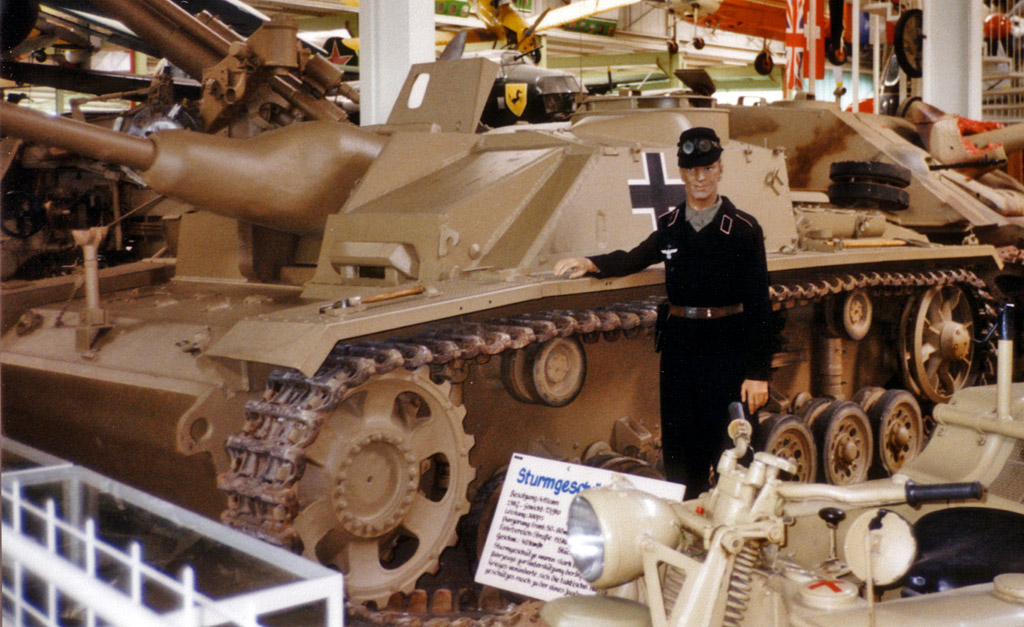
StuG III/G mit StuK 40
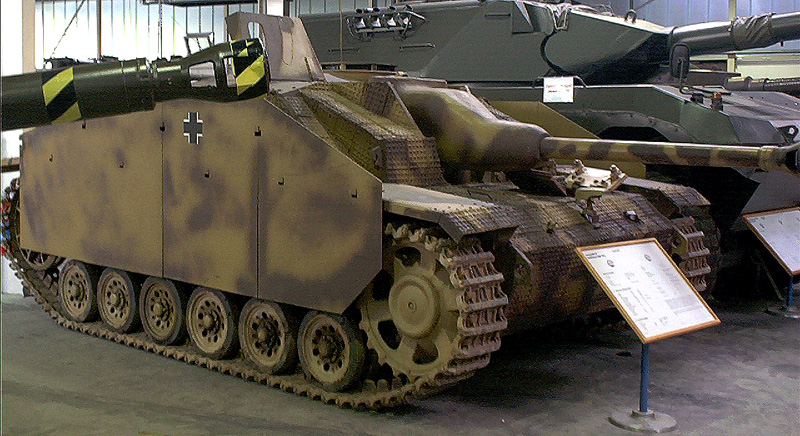
StuG III Ausf. G
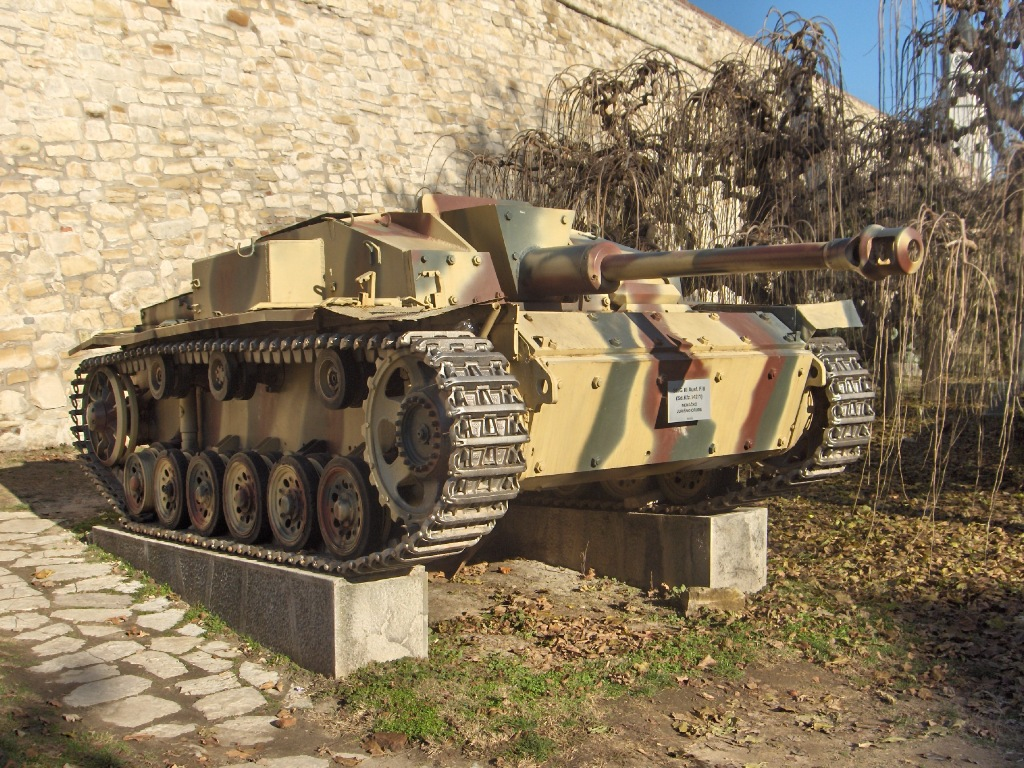
StuG III Ausf. F/8 (Sd.Kfz.142/1)
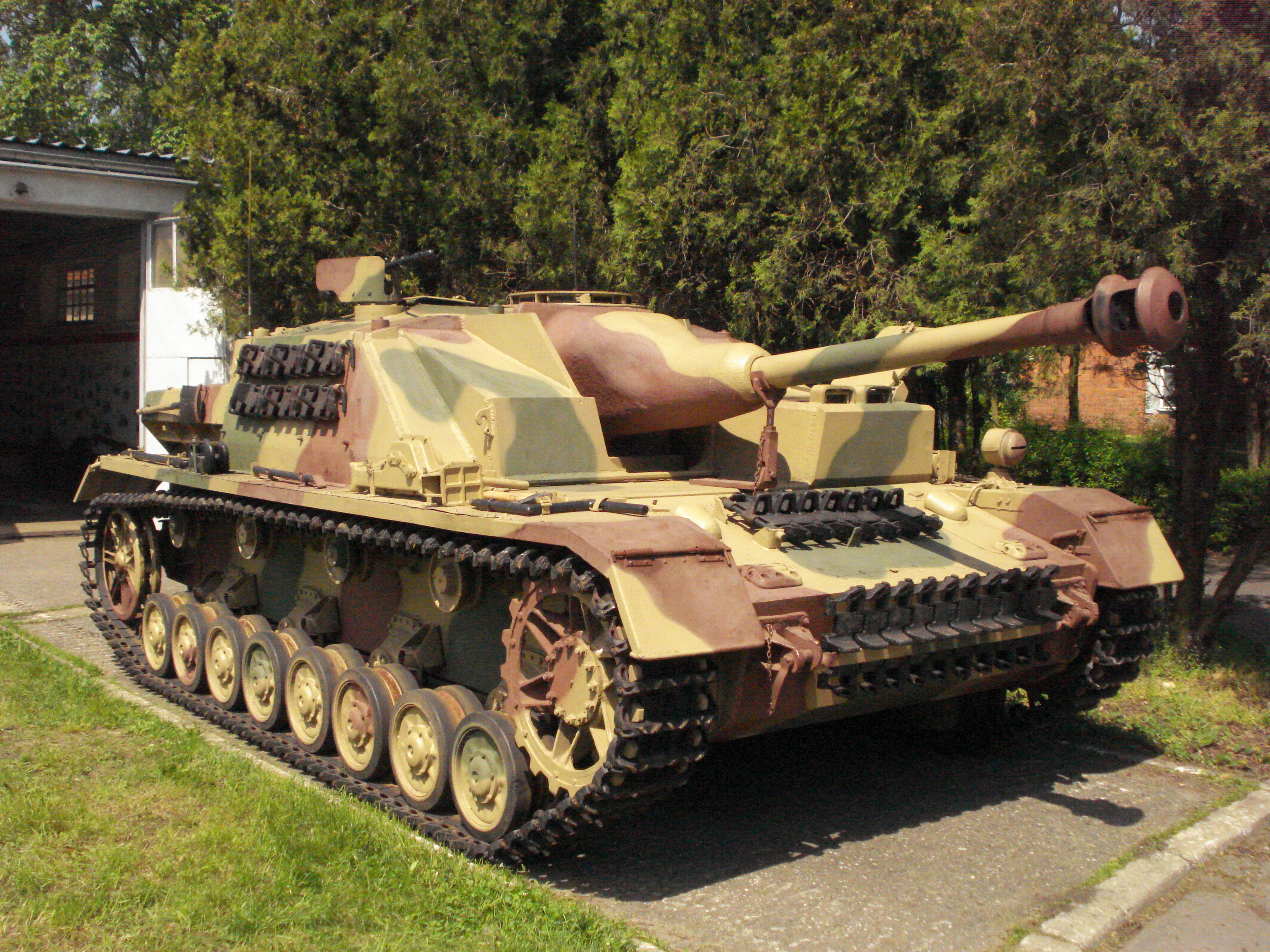
Sd.Kfz.167 Sturmgeschütz IV (StuG IV) StuK 40
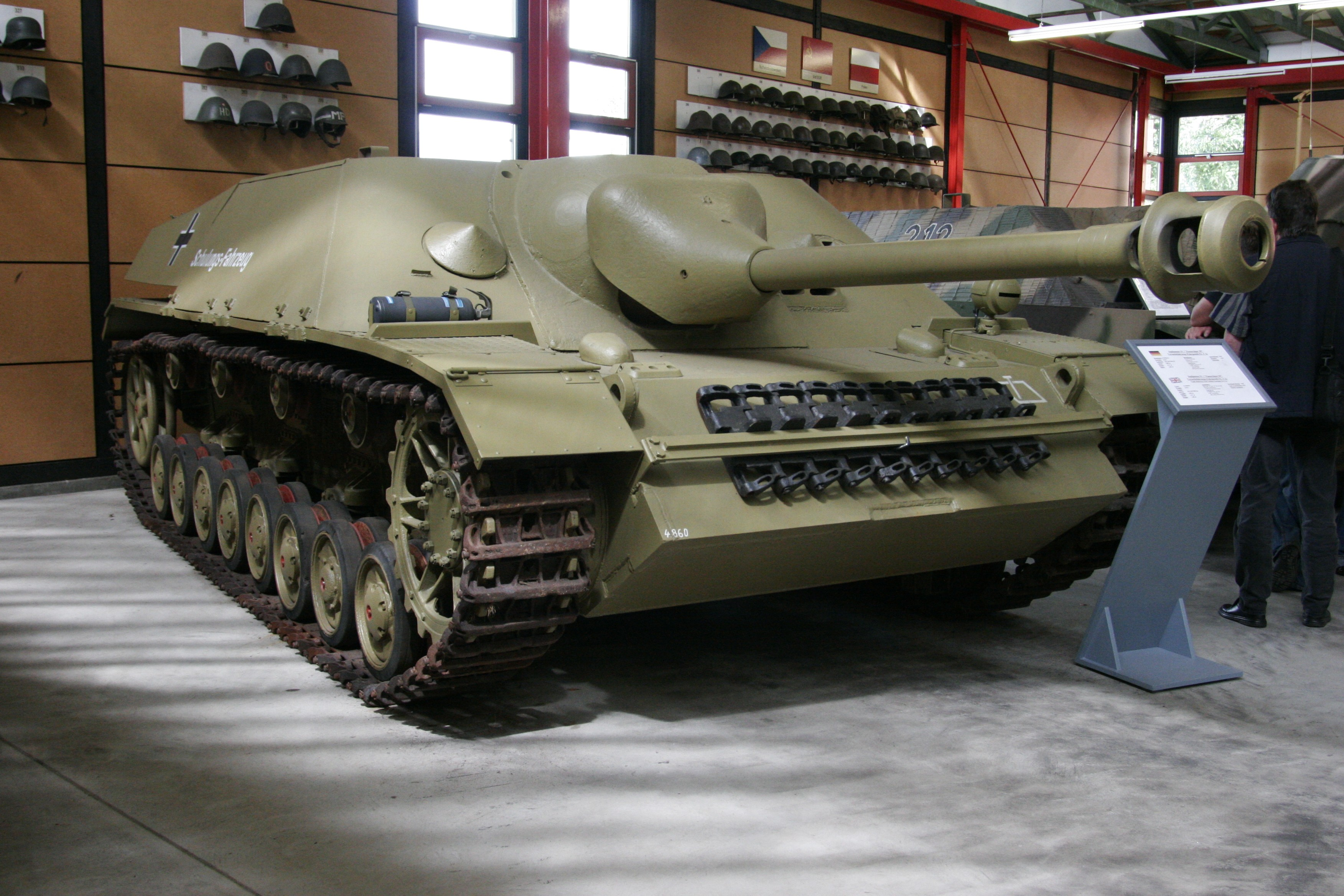
Sd.Kfz. 162 mit PaK 39